# Gustav Weiprecht von Gemmingen
Gustav Weiprecht Freiherr von Gemmingen-Hornberg (* 17. August 1849 in Fränkisch-Crumbach; † 19. August 1897 in Erbach im Odenwald
) war großherzoglich-hessischer Kammerherr und Kreisrat des Kreises Erbach.

## Familie
Seine Eltern waren der großherzoglich-hessische Kammerherrn Adolph von Gemmingen (1822–1902) und die Gräfin Sarolta Batthyány von Németh-Ujvár (1823–1892). Seine Taufzeugen waren Freiherr Gustav von Gemmingen (1813–1894) und dessen Gattin Maria Freiin von Jakubowska.
Gustav von Gemmingen heiratete 1881 Gräfin Viktoria von Wiser (1854–1914). Aus dieser Ehe gingen hervor:
- Sarolta Adolfine Eleonore Wilhelmine Victoria Ernestine Helena Maria (1882–1950), Nonne im Kloster Riedenburg
- Eleonore Wilhelmine Sarolta Adolfine Viktoria Antonie Maria (1884–1956), Oberin des Augustabads in Baden-Baden
- Adolph Anton von Gemmingen (1886–1963)
- Maria Karolina (1893–1964)

## Karriere
Gustav von Gemmingen besuchte Gymnasien in Feldkirch und Darmstadt. Er studierte in Bonn und Göttingen Philosophie und Rechtswissenschaft. Nach einer Unterbrechung als Kriegsfreiwilliger im Deutsch-Französischen Krieg 1870/71 beim 3. Großherzoglich-Hessischen Infanterie-Regiment promovierte er 1873 zum Dr. jur. Ab 1874 war er Akzessist im hessischen Staatsdienst, gefolgt vom zweiten Staatsexamen 1876. Ab 1881 hatte er eine Stelle als Assessor beim Kreis Friedberg, ab 1884 war er Amtmann, kam 1886 zum Kreis Dieburg und 1888 nach Darmstadt. 1893 wurde er Regierungsrat in der Direktion der Provinz Starkenburg und 1894 Kreisrat des Kreises Erbach.

## Weitere Engagements
- 1874 Großherzoglich-hessischer Kammerjunker[5]
- 1884 Kammerherr[6]
- 1889 Vorsitzender des Schiedsgerichts für die Land- und Forstwirtschaftliche Berufsgenossenschaft[7]
- 1890 Vorsitzender des Schiedsgerichts der Unfallversicherung der im staatlichen Baubetrieb beschäftigten Personen[8]
- 1893 Vorsitzender des Schiedsgerichts für die Sektion 2 der Baugewerks-Berufsgenossenschaft[9]

## Ehrungen
- 1893 Kommandeurkreuzes II. Klasse des badischen Ordens vom Zähringer Löwen[10]